# Ashikaga Yoshihisa
Pour les articles homonymes, voir Yoshihisa.
Yoshihisa Ashikaga (足利 義尚, Ashikaga Yoshihisa, 11 décembre 1465-26 avril 1489) est le neuvième des shoguns Ashikaga de la période Muromachi de l'histoire du Japon. Yoshihisa était le fils du huitième shogun, Yoshimasa Ashikaga, et a régné de 1473 à 1489.
En 1464, le shogun Yoshimasa Ashikaga n'ayant toujours pas d'héritier à presque trente ans, désigne son frère Ashikaga Yoshimi comme successeur. Cependant, l'année suivante, à la naissance de son fils Yoshihisa, il change d'avis et désigne celui-ci comme héritier. À cause de l'entremise des seigneurs Katsumoto Hosokawa et Sōzen Yamana, soutenant chacun l'un des deux héritiers, cette situation dégénère en 1467 en un conflit appelé guerre d'Ōnin, qui durera jusqu'en 1477 et démarrera la période Sengoku de l'histoire du Japon, d'une durée d'un siècle. Au milieu du conflit, Yoshimasa se retire en 1473, abandonnant la position de seii taishogun à son fils Yoshihisa.
Après la guerre d'Ōnin, Takayori Rokkaku, le daimyo de la province méridionale d'Ōmi (l'actuelle préfecture de Shiga) saisit les terres et les manoirs des nobles de la cour impériale, les temples et les sanctuaires. En 1487, Yoshihisa mène une campagne (Rokkaku tobatsu) contre Rokkaku, mais meurt de maladie en 1489 sans laisser d'héritier. Le futur poète haïkaï Sōkan Yamazaki (1465-1553) fut calligraphe à sa cour.
Le 26 avril 1489, le shogun Ashikaga Yoshihisa meurt à l'âge de 23 ans. Il est enterré à Kyoto au Tō-ji le lendemain.
Son cousin Yoshitane Ashikaga lui succède au titre de dixième shogun l'année suivante.